# 马西乡
马西乡，是中华人民共和国山西省吕梁市文水县下辖的一个乡镇级行政单位。

## 行政区划
马西乡下辖以下地区：
马西村、穆家寨村、河西村、神堂村、牛家垣村、康家堡村、赤峪村、孝子渠村、中渠村、南武家坡村、大南峪村和小南峪村。